# Oreco
Valdemar Rodrigues Martins, mais conhecido como Oreco (Santa Maria, 13 de junho de 1932 — Ituverava, 3 de abril de 1985), foi um futebolista brasileiro que atuava como zagueiro e lateral-esquerdo.
Foi campeão do mundo em 1958, como reserva de Nilton Santos.

## Biografia
Jogador polivalente, Oreco atuou como ponta-esquerda, lateral-esquerdo, lateral-direito e quarto-zagueiro. Demonstrava grande facilidade em se adaptar a novas posições. Fez fama mesmo como um eficiente lateral-esquerdo.
Descrito como o maior lateral esquerdo da história do futebol gaúcho por Cid Pinheiro Cabral até 1956: "A classe e a habilidade de Oreco - o Nilton Santos gaúcho - é sem dúvida a maior expressão hierárquica do momento no futebol gaúcho, obscurece todos que o antecederam.  Para Dagomir Marquezi, era "um zagueiro raçudo e de boa impulsão".

## Carreira em clubes
Oreco começou sua carreira no Internacional de Santa Maria, clube pelo qual jogou durante um ano. Em seguida, foi jogar no Internacional de Porto Alegre, pelo qual jogou por sete anos e conquistou cinco campeonatos gaúchos nesse período.
Também foi jogador do Corinthians durante oito anos. Foi titular em 408 partidas oficias, porém não ganhou nenhum título por esse clube.

## Carreira na Seleção
Foi titular na conquista do Campeonato Pan-Americano de Futebol de 1956. Conquistou a Copa do Mundo de 1958 como reserva de Nilton Santos. 
Nilton Santos conta que guardou magoas da pressão da imprensa gaúcha e paulista para que Oreco fosse titular: "Tanto que, quando voltamos campeões, recebemos uma homenagem em Porto Alegre, até com cachê, e me recusei a ir. Sabia que, no fundo, tinham torcido contra mim.".  
Em não pôde participar da Copa do Mundo de 1962, pois tinha se contundido pouco antes do embarque da Seleção Brasileira para o Chile.

## Falecimento
Faleceu em 3 de abril de 1985 aos 52 anos, vítima de infarto agudo do miocárdio, enquanto jogava uma partida de veteranos junto com o amigo Pedro Rocha. Seu corpo foi velado na sede do Corinthians.

## Títulos
Internacional
- Campeonato Gaúcho - 1950,1951,1952,1953 e 1955.

Toluca
- Campeonato Mexicano - 1967 e 1968.

Dallas Tornado
- North American Soccer League - 1971.

Seleção Brasileira
- Campeonato Pan-americano - 1956.
- Copa Rocca - 1957.
- Copa do Mundo - 1958.